# Hospício Real para os Pobres

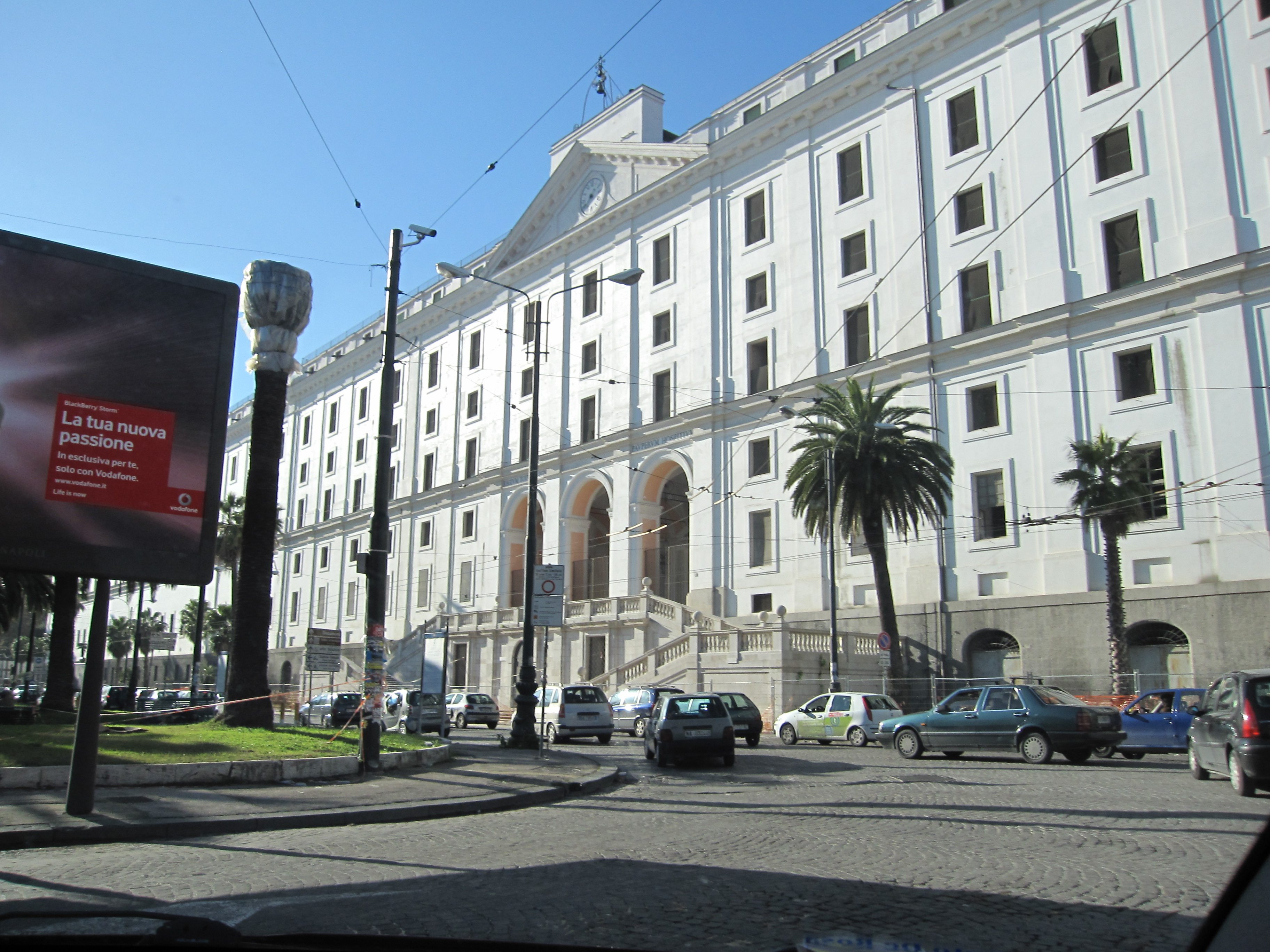
A fachada recentemente restaurada (2006) do Albergo dei Poveri em Nápoles.

O Real Albergo dei Poveri, ou Palazzo Fuga, é o maior palácio monumental de Nápoles e um dos maiores edifícios do século XVIII na Europa . 

## História

### As origens

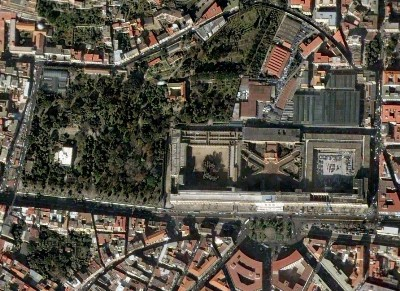
Vista aérea do edifício; À esquerda você pode ver o jardim botânico, criado no início do século XIX.

Em 1749 Ferdinando Fuga foi chamado a Nápoles, no âmbito do programa de renovação urbana do novo rei Carlos III de Bourbon, e foi contratado para conceber o gigantesco Albergo dei Poveri destinado a acomodar as massas de pessoas pobres do Reino das Duas Sicílias. Os propósito do edifício insere-se no contexto histórico em que se encontrava. Na primeira metade do século XVIII, Nápoles caracterizou-se pelo corajoso trabalho de renovação do ministro Bernardo Tanucci, que emitiu decretos sobre a abolição do feudalismo e dos privilégios eclesiásticos, e pelos primeiros gritos do Iluminismo Napolitano, entre cujas figuras mais ilustres se incluem Antonio Genovesi e Ferdinando.
O monumento não foi totalmente concluído, pelo que a sua dimensão actual (mais de 100.000 m² de área útil) representa apenas um quinto do projecto original. Entre as razões da suspensão das obras, para além da enorme soma de dinheiro necessária para a sua conclusão, devemos remontar à revolução de 1799, quando Fernando IV fez um grande avanço pragmático em relação ao propósito puramente assistencial pretendido pelo seu avô Carlos III; Decidiu-se, então, adoptar um novo projecto, elaborado pelo arquitecto Francesco Maresca, que previa um número limitado de dormitórios em relação às instalações de maior dimensão para albergar as máquinas de produção fabril.

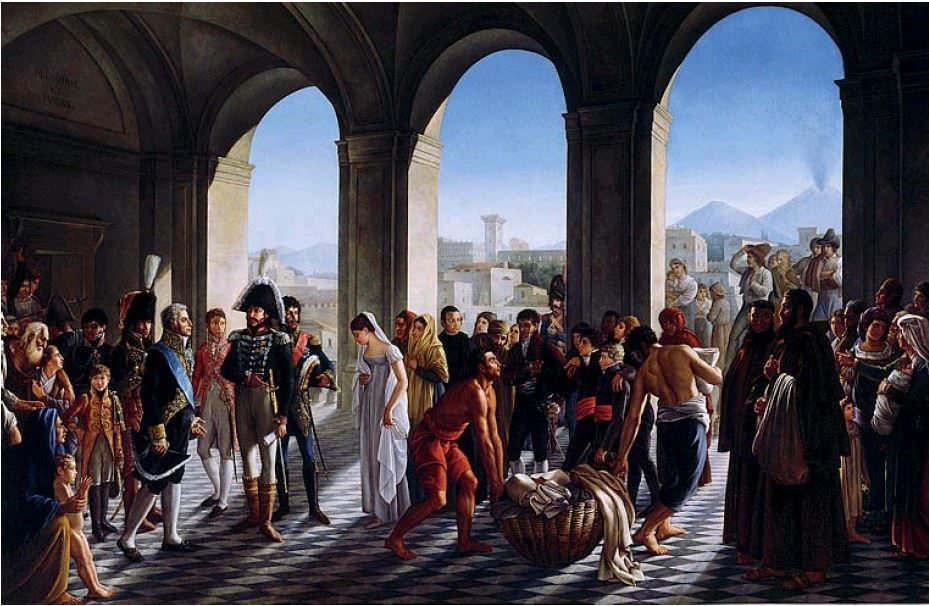
Gioacchino Murat a visitar o hospital.

Um dos objetivos desta instituição de caridade era garantir as exigências de segurança urbana, ligadas ao desenvolvimento da industrialização precoce, que havia conhecido um desenvolvimento excecional em Nápoles, retomando as teorias da "cidade modelo renascentista" sobre a reeducação dos prisioneiros e sobre o valor terapêutico do trabalho. Outro objetivo era garantir aos órfãos da Basílica della Santissima Annunziata Maggiore, que foram alojados no novo edifício a partir de 1802, os meios de subsistência e dar-lhes uma profissão que os tornasse independentes na vida quotidiana. Apesar destas boas intenções, o Albergo dei Poveri tornou-se uma verdadeira prisão, sendo apelidado serraglio, ou seja, um lugar do qual seria impossível escapar. Em 1838, foi criada a Scuola di Musica nos salões do Albergo, que durante vários anos formou músicos especialistas para companhias militares e que foi o lar de professores famosos como Raffaele Caravaglios e maestros importantes como Rodrigo Nolli. Foi também criada uma escola para surdos-mudos, sem que o edifício perdesse o seu carácter assistencialista original. Ao longo dos anos, as suas instalações foram sendo ampliadas para incluir um Centro di Rieducazione per Minorenni ("Centro de Reeducação para Menores"), um tribunal de menores, um cinema, escritórios mecânicos, um ginásio, um destacamento de bombeiros e o Arquivo Nacional civil.